# Philip Hammond
Lord Philip Anthony Hammond, barone Hammond di Runnymede (Epping, 4 dicembre 1955), è un politico britannico. Dal 2016 al 2019 è stato Cancelliere dello Scacchiere sotto il Primo ministro Theresa May, e dal 2014 al 2016 Segretario di Stato per gli affari esteri e del Commonwealth del Governo di David Cameron. Dal 2010 è stato Segretario di Stato per i trasporti, entrando a far parte del Consiglio privato di sua maestà. A seguito delle dimissioni di Liam Fox a causa di uno scandalo, nell'ottobre 2011 Hammond lo sostituì come Segretario di Stato per la difesa.

## Biografia
Hammond è nato a Epping nell'Essex, figlio di un ingegnere civile. Ha frequentato la Shenfield School a Brentwood. Ha studiato filosofia, politica ed economia all'University College ad Oxford, dove ottenne una borsa di studio e si laureò col massimo dei voti.
Nel 1977 Hammond entrò nella Speywood Laboratories Ltd, un produttore di attrezzature mediche, divenendo direttore di Speywood Medical Limited nel 1981. Lasciò l'azienda nel 1983 e, dal 1984, fu assunto nella Castlemead Ltd. Dal 1993 al 1995 fu socio di CMA Consultants e, dal 1994, direttore nella Castlemead Homes. Al tempo aveva diversi interessi all'interno del mondo degli affari, con particolare attenzione per i settori delle costruzioni civili, manifatturiero, sanitario, petrolifero e del gas. Svolse diversi incarichi di consulenza in America Latina per conto del Gruppo della Banca mondiale con sede a Washington D.C., e continuò a svolgere consulenza per il Governo del Malawi dal 1995 fino alla sua elezione in Parlamento.

## Carriera politica

### Carriera politica iniziale
Hammond fu presidente dell'associazione dei conservatori di Lewisham East per sette anni, a partire dal 1989. Fu eletto alla Camera dei comuni alle elezioni generali del 1997, ottenendo il neonato seggio del Surrey di Runnymede and Weybridge. Vinse il seggio con una maggioranza di 9.875 voti ed è rimasto il suo seggio sino ad oggi. Tenne il suo discorso inaugurale da neoparlamentare il 17 giugno 1997. 
In Parlamento fu membro della commissione d'inchiesta per l'Ambiente, i Trasporti e le Regioni dal 1997 fino a quanto fu promosso da William Hague come portavoce per la Salute. Nel 2001 divenne portavoce per il Commercio e l'Industria per volontà di Iain Duncan Smith, e poi designato come ministro ombra per il Governo locale da Michael Howard nel 2002.
Howard promosse Hammond nel Governo ombra a seguito delle elezioni generali del 2005, all'incarico di Primo Segretario ombra al Tesoro. A seguito dell'elezione di David Cameron come leader del partito conservatore nel 2005, Hammond divenne Segretario di Stato ombra per il Lavoro e le Pensioni. Fu riportato al ruolo di Primo Segretario ombra al Tesoro durante il rimpasto del Governo ombra adoperato da Cameron in occasione della premiership di Gordon Brown.

### Al governo

#### Segretario di Stato per i trasporti
Hammond fu nominato Segretario di Stato per i Trasporti a seguito della formazione della coalizione di governo il 12 maggio 2010, una posizione mantenuta sino al 14 ottobre 2011.
Il 28 settembre 2011, annunciò che il Governo avrebbe dato inizio ad una consultazione su un piano per innalzare i limiti di velocità sulle autostrade, innalzandolo da 70 mph a 80 mph, con l'idea di introdurre i nuovi limiti a partire dal 2013. Tuttavia il suo successore, seguendo le critiche, in particolare quella secondo cui i nuovi limiti avrebbero causato un aumento del 20% delle morti sulle autostrade e l'allontanamento dell'elettorato femminile dal partito, revocò tale riforma.

#### Segretario di Stato per la difesa

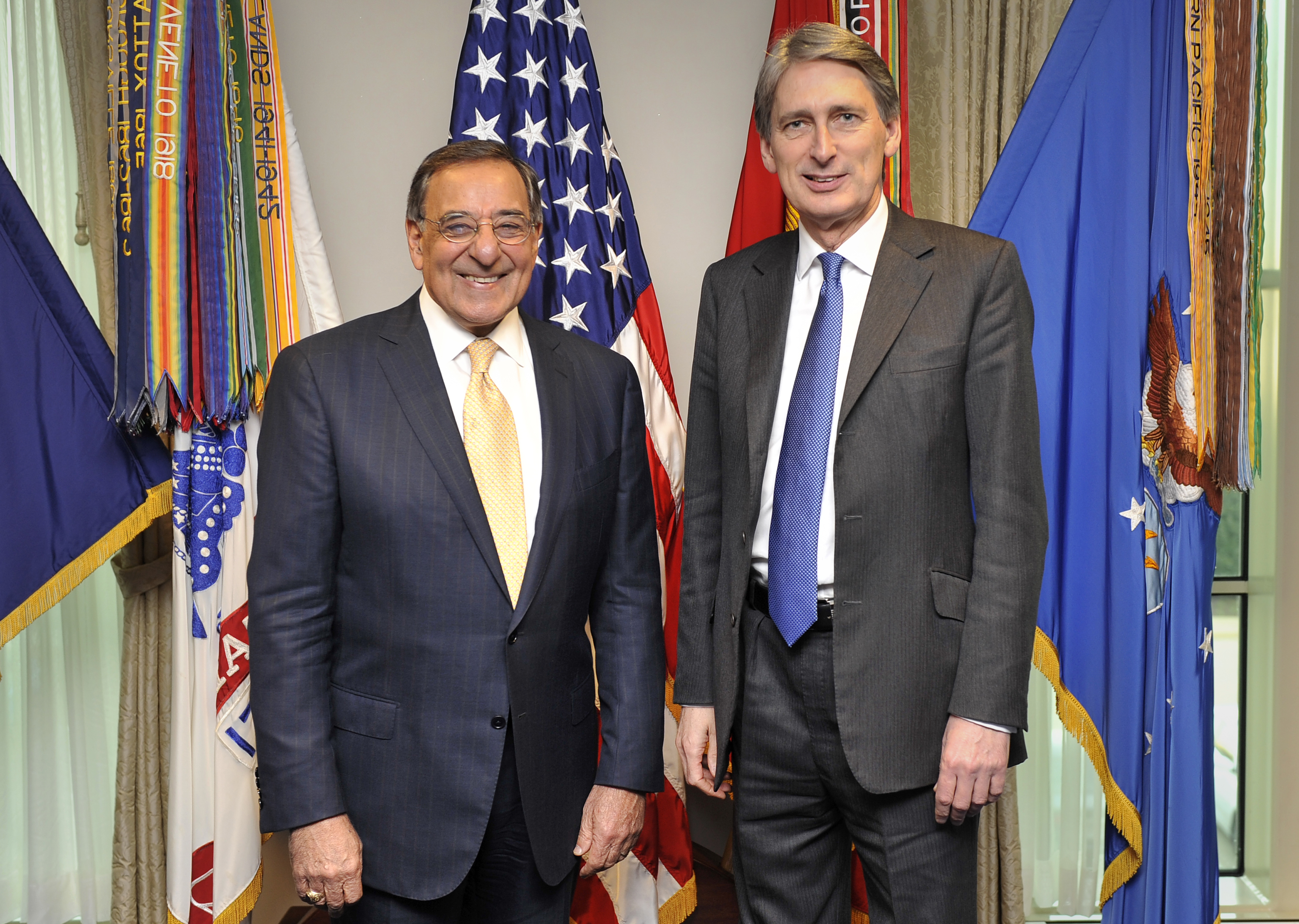
Hammond ed il Segretario della difesa statunitense Leon Panetta

Hammond divenne Segretario di Stato per la Difesa il 14 ottobre 2011 dopo le dimissioni di Liam Fox. Come Segretario di Stato per la Difesa, Hammond divenne membro del Consiglio Nazionale di Sicurezza.
Nel dicembre 2011 anunciò che le donne sarebbero state ammesse negli equipaggi dei sottomarini della Royal Navy. Il primo ufficiale donna iniziò il servizio su un sottomarino di classe Vanguard nel tardo 2013. Sarebbero stati seguiti da graduatorie per donne nel 2015, anno in cui le donne iniziarono a costituire equipaggi per i nuovi sottomarini di classe Astute. Fu altresì confermato che il costo per le operazioni condotte dal Regno Unito contro la Libia nel 2011 ammontò a £212 milioni (meno di quanto stimato), inclusi £67 milioni per rimpiazzare le munizioni utilizzate, somma la quale ci si attende sarà pagata interamente dalla Riserva del Tesoro di Sua Maestà.
Nel gennaio 2012 il Ministero della Difesa annunciò 4.200 licenziamenti durante la seconda fase di tagli alle forze armate. L'esercito fu colpito da circa 2.900 licenziamenti, inclusi 400 uomini appartenenti alla Brigata Gurkha, mentre la RAF fu colpita da circa 1.000 uomini e la Royal Navy da circa 300 uomini. La perdita di posti di lavoro rientrerebbero in alcuni dei tagli annunciati dalla Difesa (con l'intento di coprire il buco da £38 miliardi lasciato dal precedente Governo nel bilancio della Difesa).
(Philip Hammond)
Il buco nel bilancio della Difesa da £38 miliardi era stato "risolto" e l'esistenza "alla giornata" dei dipartimenti sarebbe finita, annunciò Hammond nel febbraio 2012. I Ministeri avevano addirittura trovato £2.1 miliardi da poter spendere in diversi altri progetti. Questo denaro proveniva da una combinazione di tagli effettuati negli anni precedenti, trattative con le imprese fornitrici e dall'aumento dell'uno per cento nel bilancio per l'equipaggiamento.
Nel febbraio 2012, Hammond disse che le Isole Falkland non stavano subendo una credibile minaccia militare da parte dell'Argentina. Aggiunse che la Gran Bretagna non aveva desiderio o intenzione ad innalzare le tensioni ai bordi della propria sovranità. Parlando nella Camera dei comuni disse: "nonostante la speculazione dei media sul contrario, non ci sono stati cambiamenti recenti per forzare la situazione", aggiungendo che "non ci sono prove di alcuna credibile minaccia militare alla sicurezza delle Isole Falkland e pertanto non c'è alcun piano per mettere in atto significativi cambiamenti nello spiegamento di forze militari".
Nell'agosto 2012 Hammond annunciò che sarebbero stati tagliati un quarto dei posti "senior" all'interno della cerchia militare di più alto rango. Sarebbero stati tagliati 26 capoufficio civili e militari ed al loro posto sarebbe stata costruita una nuova struttura a partire dall'aprile 2013. Con tale manovra, il Ministero della Difesa si aspettava di risparmiare circa £3.8 miliardi l'anno. Hammond disse che sarebbero stati tagliati un quarto dei posti all'interno dei gradi di commodoro, brigadiere e commodoro dell'aria.
Quattro settimane prima dei giochi olimpici di Londra del 2012, la compagnia di sicurezza G4S annunciò che non sarebbe stata in grado di procurare il numero di addetti alla sicurezza che aveva inizialmente accordato di schierare per i giochi. Hammond risolse il problema schierando 5.000 membri delle forze armate riducendo l'ammanco di addetti alla sicurezza.

#### Segretario di Stato per gli affari esteri e del Commonwealth

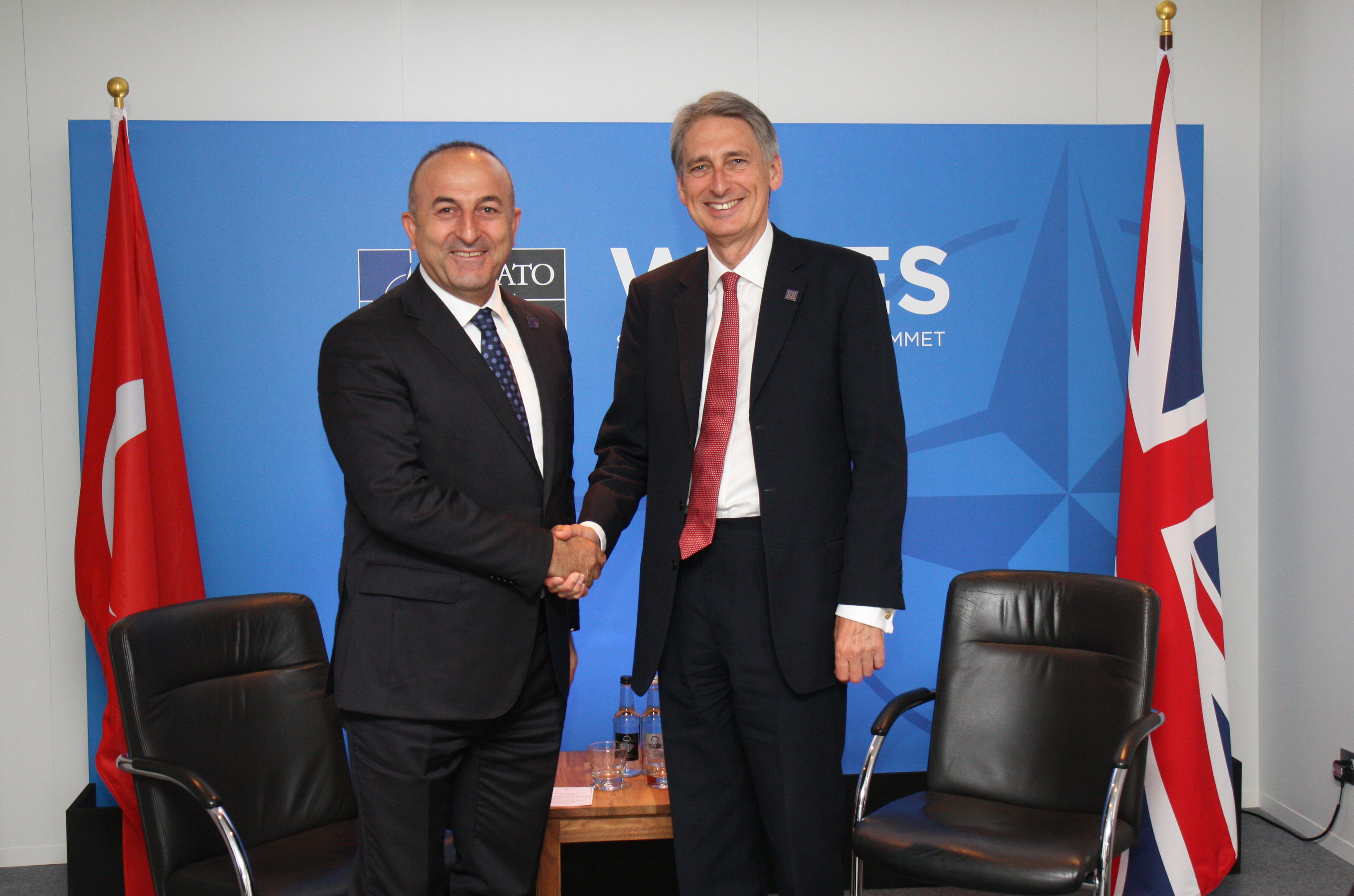
Hammond e il Ministro per gli Affari Esteri turco Mevlüt Çavuşoğlu

Il 15 luglio 2014 Hammond fu nominato Segretario di Stato per gli Affari Esteri e del Commonwealth. I giornali misero in evidenza il suo anti-europeismo e la sua fiducia nel fatto che la Gran Bretagna avrebbe potuto ottenere un accordo per riformare l'Unione Europea. Disse che avrebbe votato a favore dell'uscita nel Referendum sulla permanenza del Regno Unito nell'Unione europea, a meno di cambiamenti nei rapporti con le istituzioni europee, ma seguendo la ridiscussione di Cameron, ha sostenuto la campagna per il Remain.
Nell'agosto 2014, Hammond disse che era sorpreso per le improvvise dimissioni di Sayeeda Warsi, Baroness Warsi, che scrisse di una "grande ansia" vissuta al di sotto della sua leadership nel Foreign Office.
Nel marzo 2015, Hammond dichiarò che la Gran Bretagna avrebbe sostenuto l'intervento dell'Arabia Saudita in Yemen "in ogni modo ma senza combattere". Disse anche al Parlamento che la coalizione guidata dai sauditi stava rispettando le leggi umanitarie. Questa dichiarazione fu successivamente corretta dal Foreign Office, il quale disse che Hammond avrebbe dovuto dire: "Guardando a tutte le informazioni che ci sono disponibili, non siamo stati in grado di valutare se ci sia stata una violazione della legge internazionale umanitaria dalla coalizione guidata dai sauditi". Come risultato di queste discrepanze, il deputato laburista Ann Clwyd chiese allo Speaker della Camera dei Comuni John Bercow, di riferire tale incidente all'autorità parlamentare competente così da stabilire se Hammond aveva deliberatamente ingannato i parlamentari o se si era trattato di un onesto errore.
Nel marzo 2015, parlando in qualità di Ministro responsabile per le agenzie di intelligence, suggerì che il terrore "apologista" doveva condividere la colpa negli atti terroristici, dicendo "gran parte della responsabilità per tali atti ricade anche su coloro che sono apologisti nei confronti dei terroristi".
L'8 luglio 2015, Hammond condannò la sconfitta subita a causa del veto della Russia all'interno del Consiglio di Sicurezza dell'ONU nelle quattro pagine della bozza di risoluzione che avrebbe etichettato il Massacro di Srebrenica come un genocidio di musulmani bosniaci. Angola, Cina, Nigeria e Venezuela si astennero sulla risoluzione proposta dalla Giordania, Lituania, Malesia, Nuova Zelanda, Regno Unito e Stati Uniti. L'ambasciatore russo Vitaly Churkin criticò la forumlazione usata dagli inglesi come "aggressiva e politicamente motivata", discutendo che la risoluzione individuava i serbi bosniaci come responsabili di crimini di guerra, in un conflitto dove tutti e tre i gruppi etnici coinvolti furono vittime delle atrocità. Hammond dichiarò che: "Siamo delusi che la nostra risoluzione per commemorare il 20º anniversario di Srebrenica sia stata bloccata con il veto oggi".

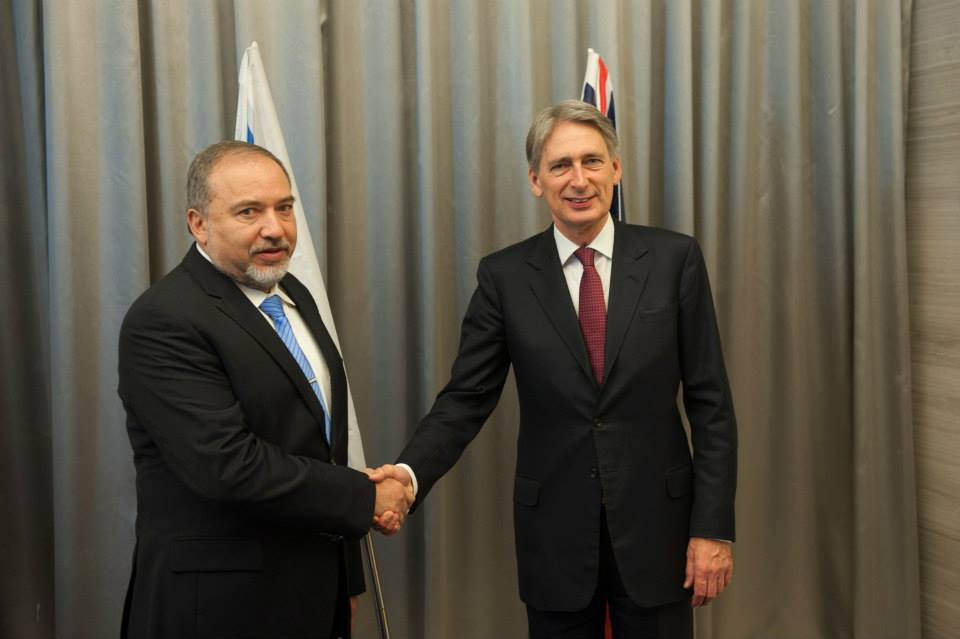
Hammond con il Ministro degli Esteri israeliano Avigdor Lieberman

Il 14 luglio 2015, dopo diversi anni di stallo nelle negoziazioni, il P5+1 raggiunse un accordo con l'Iran sul programma nucleare iraniano. Hammond era presente a Vienna come rappresentante del Regno Unito nella cerimonia di rivelazione del Accordo sul nucleare iraniano. Hammond presentò l'accordo alla Camera dei Comuni il giorno seguente, e fu a Gerusalemme per una conferenza stampa congiunta con Benjamin Netanyahu, descritta come "tesa".
Il 6 febbraio 2016 Hammond descrisse le prove raccolte dalle Nazioni Unite riguardo alla detenzione di Julian Assange nell'ambasciata dell'Equador a Londra come "ridicole". Mads Andenæs commentò: " Quando i paesi rispondono in questo modo, danneggiano il rispetto dello stato di diritto e delle Nazioni Unite".
Nell'ottobre 2015, il Segretario di Stato per la Giustizia Michael Gove revocò un contratto da £5.9 miliardi per fornire servizi per i prigionieri in Arabia Saudita, dicendo che "il Governo britannico non dovrebbe aiutare un regime che usa decapitazioni, lapidazioni, crocifissioni e flagellazioni come strumenti punitivi". Hammon in qualità di Segretario di Stato per gli Affari Esteri accusò Gover di "credulità".
Nel novembre 2015, Hammond fu criticato per aver accettato in regalo un orologio del valore di £1.950 da un uomo d'affari saudita chiamato Sheikh Marei Mubarak Mahfouz bin Mahfouz. L'orologio fu dato come regalo a seguito dell'inaugurazione di una statua della Regina d'Inghilterra per festeggiare l'800º anniversario della Magna Carta. Ai Ministri non è consentito accettare regali di valore superiore ai £140 ma Hammond sostenne che gli era stato detto trattarsi di un evento del collegio elettorale, non di uno ministeriale, e pertanto non si sarebbero applicate le regole ai cui sono sottoposti i Ministri. Il deputato laburista John Mann fu tra coloro i quali criticarono Hammond: "Cosa sta facendo? Nessun parlamentare dovrebbe accettare orologi in regalo da circa £2.000. Dovrebbe darlo in beneficenza".

#### Cancelliere dello Scacchiere
Hammond fu nominato Cancelliere dello Scacchiere dal nuovo Primo Ministro Theresa May il 13 luglio 2016.
Durante la campagna per il referendum su Brexit, Hammond si schierò a favore del Remain, tuttavia prese atto del risultato elettorale dicendo: "Nessun se, nessun ma, niente secondo referendum. Stiamo lasciando l'Unione Europea. Ma mi è perfettamente chiaro che gli inglesi non hanno votato il 23 giugno per diventare poveri o meno sicuri" e che avrebbe preso qualsiasi misura necessaria per proteggere l'economia, i posti di lavoro e gli standard di vita.
Nell'ottobre 2016, Hammond fu criticato da alcuni colleghi del Gabinetto per "discutere come un ragioniere che vede il rischio in ogni cosa" piuttosto che andare avanti con i piani per la Brexit. Hammond chiese prudenza durante una riunione del Gabinetto nella quale si discuteva del regime di visti che sarebbe stato adottato dopo Brexit, il quale richiedeva che tutti i lavotatori europei avrebbero dovuto provare di avere un lavoro stabile prima di essere ammessi sul suolo britannico, e questo portò ad accuse secondo cui Hammond stava cercando di "indebolire la Brexit".
Secondo il Sunday Times, la priorità di Hammond era assicurare che l'industria finanziaria inglese avesse pieno accesso al Mercato europeo comune. Nel gennaio 2017 Hammond ha annunciato che il Regno Unito avrebbe lasciato il Mercato europeo comune dal momento che non era politicamente possibile continuare a contestare le regole europee riguardanti la libertà di movimento, dicendo invece che avrebbero cercato di ottenere un "trattato completo di libero scambio".
Nel suo primo bilancio nel marzo 2017, Hammond ha aumentato i contributi da versare alla National Insurance da parte dei lavoratori autonomi, nonostante la promessa contenuta nel manifesto elettorale del partito conservatore di non innalzare tali contributi. La norma è stata annullata una settimana dopo, conseguentemente all'opposizione di alcuni parlamentari conservatori. Tuttavia l'Institute for Fiscal Studies si schierò a favore dell'aumento dei contributi, sostenendo che la promessa contenuta nel manifesto di non aumentare le imposte era stata imprudente. "Come abbiamo detto a suo tempo, queste erano sciocche promesse. L'impegno a non aumentare le principali tre imposte ti lega le mani in un modo assurdo." George Eaton ha sostenuto che la promessa serviva come strumento di negoziazione dal momento che i conservatori non si aspettavano di raggiungere la maggioranza. Il bilancio di Hammond è stato funzionale al proseguimento delle politiche del Governo, con particolare riguardo per il congelamento dei benefici.

## Posizioni politiche

### Crisi finanziaria del 2008
Nel maggio 2012, Hammond disse che le banche non erano le sole responsabili per la crisi finanziaria del 2008 dal momento che "loro dovevano prestare a qualcuno". Hammond disse che le persone che avevano contratto mutui erano "adulti consenzienti" che, in alcuni casi, stavano cercando di incolpare altri per le loro azioni.

## Vita privata
Hammond ha sposato Susan Carolyn Williams-Walker il 29 giugno 1991. Hanno avuto due figlie ed un figlio. Vive a Send nel Surrey, più un altro domicilio a Londra. Nel 2009 il patrimonio di Hammond era stimato in £9 milioni.